# 徐家港站
徐家港站是一个京沪线上的铁路车站，位于安徽省蚌埠市郊区徐家岗乡，建于1942年，目前为四等站，邮政编码为233020。目前客运：办理旅客乘降；行李托运；不办理包裹托运；不办理货运营业。